# Graham Hughes
Graham David Hughes (né à Liverpool le 28 février 1979) est un aventurier britannique, réalisateur de films, présentateur de télévision et détenteur d'un record du Guinness des records. 
Hughes est la première personne à avoir visité les 193 pays membres des Nations unies sans utiliser de vols. Il a réalisé cela sur une période de 4 ans et a terminé son périple en novembre 2012.
En décembre 2013, il est déclaré vainqueur de l'émission télévisée SOS Island. Avec le prix, il achète une île de Bocas Del Toro, au Panama.